# Venusberg (Bonn)

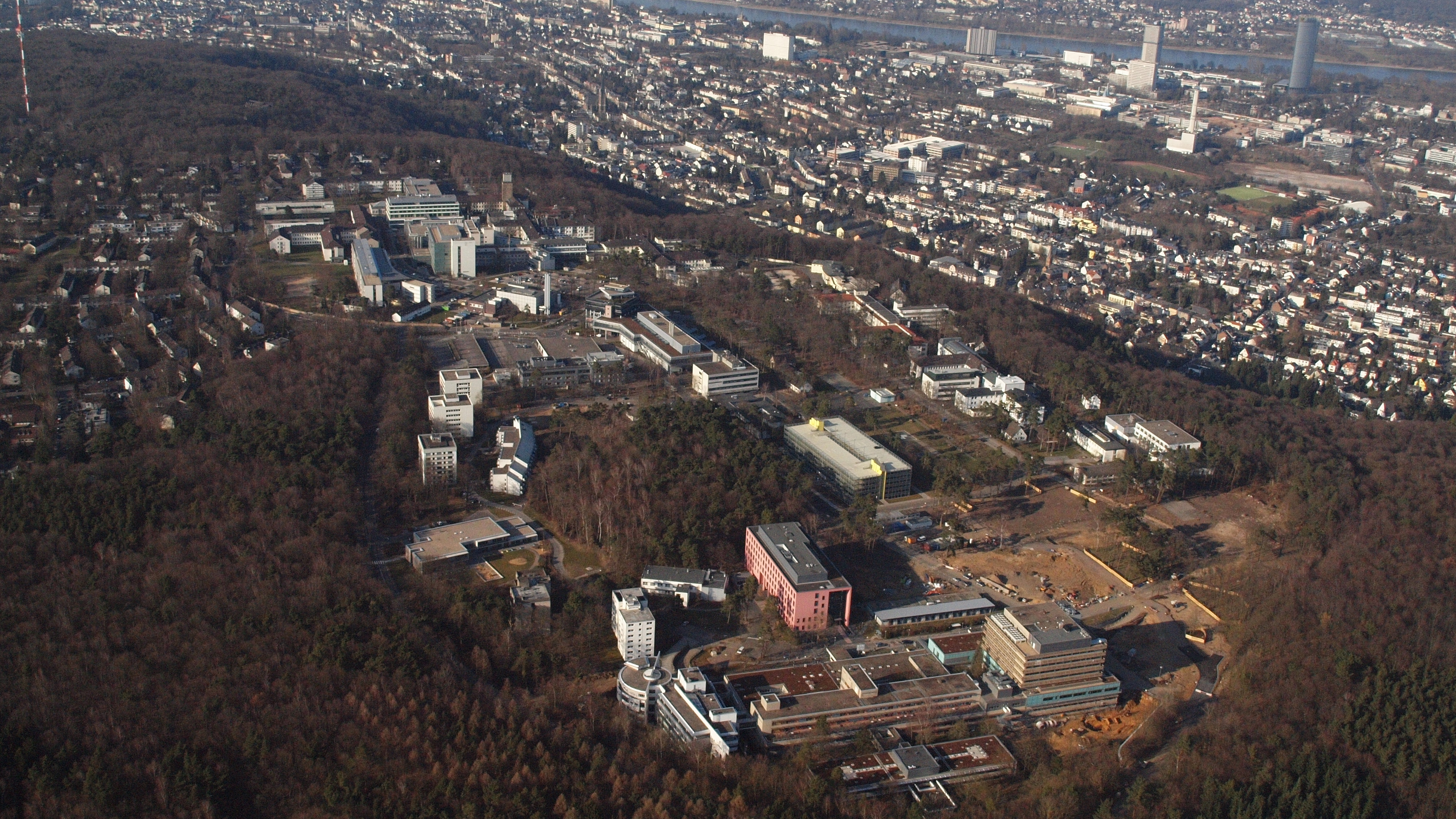
Venusberg, Gesamtansicht von Süden aus

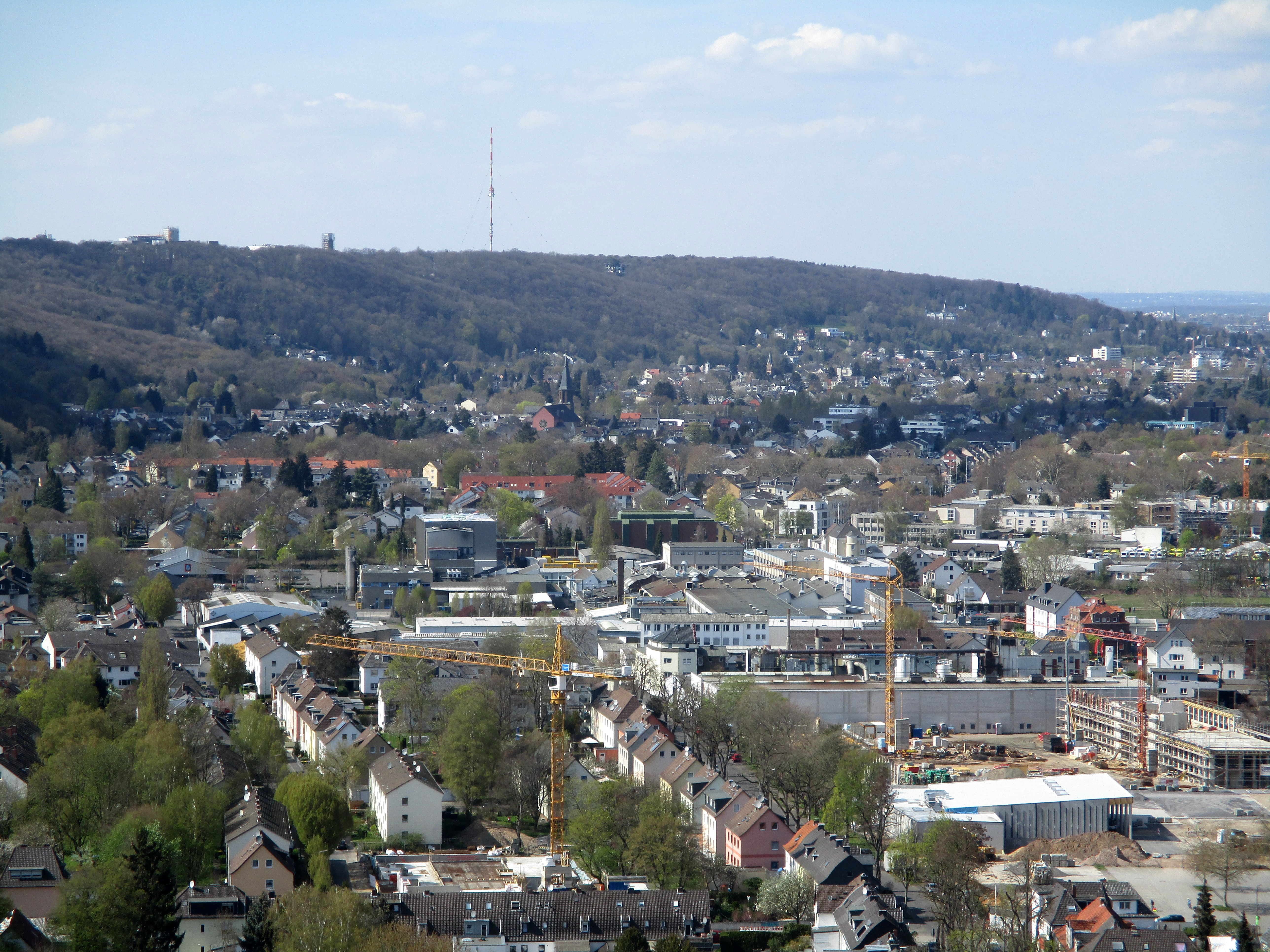
Blick vom Bergfried der Godesburg zum Venusberg

Venusberg ist sowohl der Name eines westlich des Rheins gelegenen bis zu 171 m ü. NHN hohen Hochplateaus in der Bundesstadt Bonn, deren Zentrum selbst etwa auf 60 m Höhe liegt, als auch die Bezeichnung des auf ihm gelegenen Bonner Ortsteils im Stadtbezirk Bonn.

## Geschichte
Der Name Venusberg leitet sich etymologisch von Fenn-Berg ab, da es sich um ein ehemaliges Hochmoorgebiet handelt. Zur Zeit des Zweiten Weltkriegs befanden sich dort neben wenigen zivilen Gebäuden vor allem ausgedehnte Kasernen sowie Munitionslager im angrenzenden Kottenforst. Noch heute sind im alten Hauptportal des Universitätsklinikums Bonn die Befestigungen für die alte Kaserneninschrift erhalten. Die Kasernen wurden in der Nachkriegszeit als Universitätsklinikum Bonn genutzt und werden seit 2003 nach und nach durch moderne Gebäude ersetzt. Forschungsschwerpunkte der Medizinischen Fakultät sind die Genetik, die Immunologie, die Hepatologie, die Herz-Kreislaufwissenschaften und die Neurowissenschaften. Erwähnenswert ist der weithin sichtbare alte Wasserturm auf dem Campus der Unikliniken, in dem heute die Verwaltung untergebracht ist.
Durch das Klinikum wuchs der anliegende Ortsteil Venusberg rasch, der 4 km² umfasst und in dem rund 2200 Einwohner leben. Dort befinden sich Siedlungen, die 1950–1960 im Rahmen des sozialen Wohnungsbaus auch für Vertriebene errichtet wurden, aber auch zahlreiche Villen. Venusberg gilt als bevorzugtes Wohngebiet, in dem u. a. Heinrich Lübke, Walter Scheel, Ludwig Erhard, Willy Brandt und Herbert Wehner wohnten. Willy Brandts Sohn Matthias Brandt beschreibt diese Zeit der Bonner Republik in seinem Roman „Raumpatrouille“.
Die Villa Kiefernweg 12 diente als Dienstvilla zahlreicher Spitzenpolitiker und als Gästehaus des Auswärtigen Amtes.
Im Ortsteil Venusberg befinden sich die evangelische Auferstehungskirche, die katholische Heilig-Geist-Kirche, eine Jugendherberge, Einkaufsmöglichkeiten, darunter ein Supermarkt, eine Bäckerei und ein Kiosk, das Sportzentrum der Universität Bonn und mehrere Ausflugslokale. Der Stadtteil geht direkt in den Kottenforst über, wo sich neben dem Ausflugslokal „Waldau“ ein Naturkundemuseum, ein Kinderspielplatz und ein Wildfreigehege für Wildschweine sowie Rot- und Damwild befinden.
Den südlichen Ausläufer des Venusbergs bildet die als Naherholungsgebiet genutzte Waldau. Im Norden liegt der ehemalige Kaiser-Park, heute wieder verwildert und Teil des Bonner Stadtwaldes. Hier befindet sich das Kaiser-Wilhelm-Denkmal aus dem Jahr 1897. Zum Ortsteil gehört im Norden das naturgeschützte Melbtal mit dem fort verlaufenden Melbbach, der historischen Melbbrücke sowie dem Gut Melb, das heute von der landwirtschaftlichen Fakultät der Universität genutzt wird.

## Geologie
Der Grund des Venusberges wird aus devonischen Gesteinen der Siegener Schichten aufgebaut, welche diskordant von tertiären Tonen und Sanden überlagert werden. Die Siegener Schichten bestehen aus hell- bis dunkelbraunen Tonsteinen und hellgrauen bis weißen Sandsteinen. Die Tonsteine sind relativ fossilhaltig. Vor allem kommen Psilophyten-Häcksel vor, frühe Landpflanzen.
In die tertiären Sedimente sind Schichten von Lignit eingeschaltet, welche zu den Kölner Schichten gehören. Die tertiären Schichten zeugen von der Hebung der Eifel und dem Absinken der Niederrheinischen Bucht, da sie zu den Kölner Schichten gehören. Auf dem Tertiär lagern pleistozäne Terrassensedimente, Lösse und Lösslehme, welche teils stark entkalkt sind.
Durch den geologischen Aufbau neigt der Teil zum Melbtal hin zu Hangrutschungen. So konnten eine Serie von Hangrutschungen mit in Gebieten von 300 m² bis 8000 m² ermittelt werden. Diese werden besonders von den Lignitschichten begünstigt, welche eine höhere Permeabilität und geringere Scherfestigkeit als die liegenden Tone aufweisen.

## Sendemast

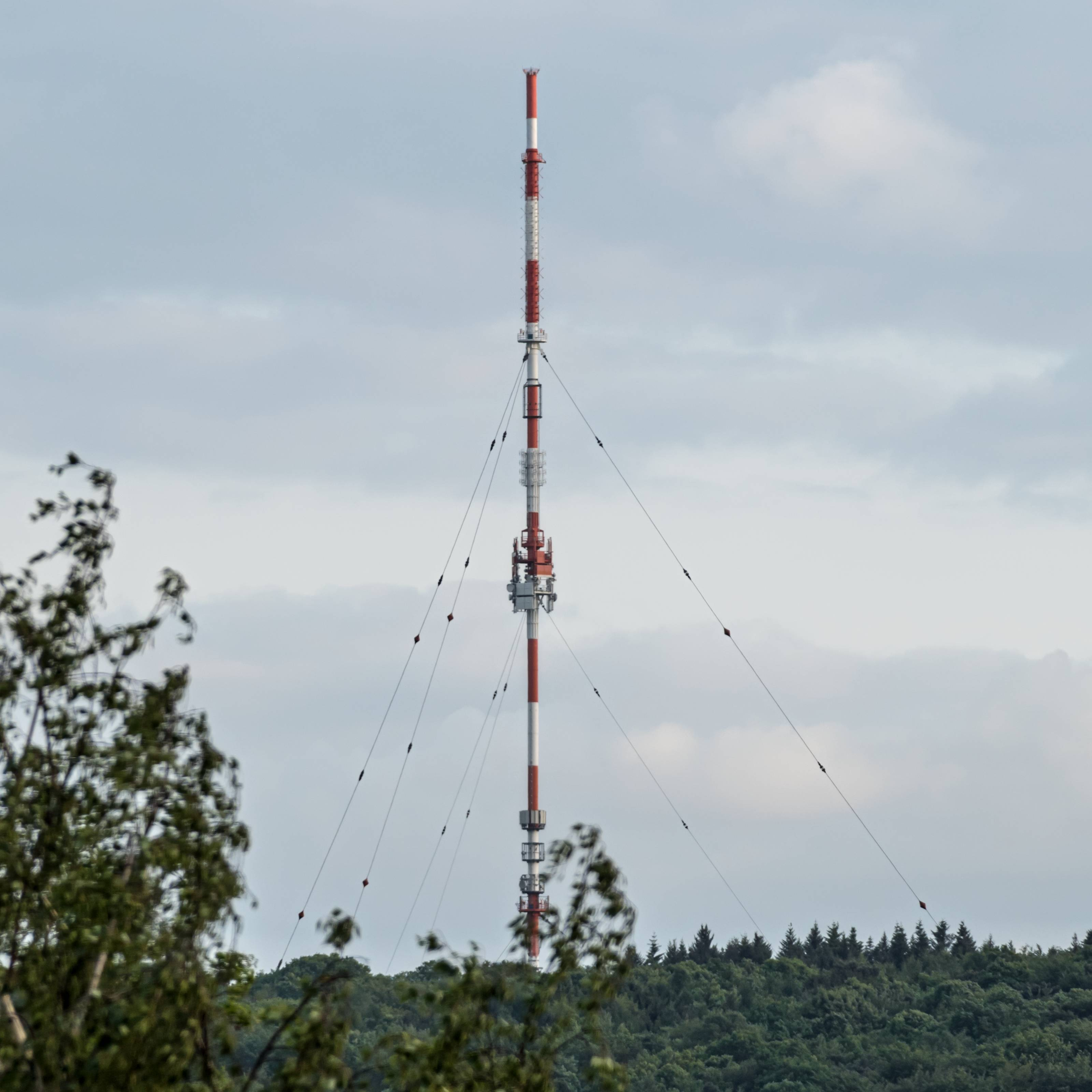
Sendemast auf dem Venusberg

Auf dem Venusberg steht ein 1984 errichteter, 180 Meter hoher und gegen Erde isolierter selbststrahlender Sendemast des WDR für die Verbreitung von Rundfunkprogrammen im UKW-Bereich sowie zur Ausstrahlung von Fernsehprogrammen. Der Sender Bonn-Venusberg ist das höchste Bauwerk Bonns und durch seine Höhe und die Lage auf dem Berg weithin sichtbar.

## Ausgrabungen
Seit 2015 finden auf dem Venusberg Ausgrabungen durch Archäologen des Amtes für Bodendenkmalpflege beim Landschaftsverband Rheinland statt, die eine jungsteinzeitliche Wallanlage hervorbrachten, womit der älteste Nachweis einer Geländenutzung durch Ackerbauern im Bonner Stadtgebiet gegeben ist. Die Wall-Graben-Anlage umschließt ein etwa 15 Hektar großes Gelände unmittelbar neben der Robert-Koch-Straße. Radiokarbonuntersuchungen datieren die gefundenen Holzkohlereste auf etwa 4.100 Jahre vor Christus. Damit ist die Anlage das bisher einzige bauliche Zeugnis der Michelsberger Kultur in Nordrhein-Westfalen.